# Burg Röthekopf
Die Burg Röthekopf ist eine abgegangene Höhenburg (Wallburg) auf dem 502,1 m ü. NN hohen Röthekopf etwa drei Kilometer nördlich von Bad Säckingen im Landkreis Waldshut (Baden-Württemberg).
Bei der Wallburg handelte es sich um eine Abschnittsbefestigung, die den nach Süden gerichteten Bergsporn mit einem Abschnittswall und Abschnittsgraben abriegelte. Von der ehemaligen Burganlage sind nur noch geringe Wall- und Grabenreste erhalten. Vermutlich handelt es sich um eine Anlage der Vorgeschichte, darauf deuten die Funde, die aus der Steinzeit stammen, sowie die Form der Befestigung. Möglicherweise wurde sie später auch im Mittelalter genutzt, wobei aber Lesefunde aus dieser Zeit fehlen.